# Фріден Тауншип (Нью-Джерсі)
Фріден Тауншип (англ. Fredon Township) — селище (англ. township) в США, в окрузі Сассекс штату Нью-Джерсі. Населення — 3235 осіб (2020).

## Демографія
Згідно з переписом 2010 року, у селищі мешкало 3437 осіб у 1207 домогосподарствах у складі 973 родин. Було 1289 помешкань
Расовий склад населення:
| - 96,0 % — білих - 1,7 % — азіатів - 0,5 % — чорних або афроамериканців - 0,1 % — корінних американців |

До двох чи більше рас належало 1,0 %. Частка іспаномовних становила 3,7 % від усіх жителів.
За віковим діапазоном населення розподілялося таким чином: 25,7 % — особи молодші 18 років, 60,7 % — особи у віці 18—64 років, 13,6 % — особи у віці 65 років та старші. Медіана віку мешканця становила 43,3 року. На 100 осіб жіночої статі у селищі припадало 99,6 чоловіків;  на 100 жінок у віці від 18 років та старших — 97,1 чоловіків також старших 18 років.
Середній дохід на одне домашнє господарство  становив 113 744 долари США (медіана — 100 368), а середній дохід на одну сім'ю — 129 517 доларів (медіана — 121 019). Медіана доходів становила 77 614 долари для чоловіків та 54 338 доларів для жінок. За межею бідності перебувало 7,0 % осіб, у тому числі 12,6 % дітей у віці до 18 років та 1,8 % осіб у віці 65 років та старших.
Цивільне працевлаштоване населення становило 1659 осіб. Основні галузі зайнятості: освіта, охорона здоров'я та соціальна допомога — 20,7 %, виробництво — 12,5 %, науковці, спеціалісти, менеджери — 12,4 %.